# تنها در جهان
تنها در جهان (فرانسوی: Seule au Monde‎)نام یک نقاشی که توسط ویلیام آدولف بوگرو کشیده شده‌است. این نقاشی در سال‌های متمادی توسط یک پیشکسوت نقاش به نام تئودوروس ون گوگ در سال ۱۸۶۷، میلادی طراحی گردیده‌است.